# Cola welwitschii
Cola welwitschii là một loài thực vật có hoa trong họ Cẩm quỳ. Loài này được Exell & Mendonça ex R.Germ. mô tả khoa học đầu tiên năm 1939.